# No Fun
No Fun è un album compilation del 1981 dei The Stooges.
Il titolo dell'album è quello di uno dei successi del gruppo che la incluse nel primo album del 1969 e di cui i Sex Pistols incisero una cover.

## Tracce
1. 1969
2. Real Cool Time
3. No Fun
4. Down on the Street
5. Loose
6. T.V. Eye
7. I Wanna Be Your Dog
8. I Feel Alright

## Formazione
- Iggy Pop - voce
- Ron Asheton - chitarra
- Dave Alexander - basso
- Scott Asheton - batteria